# Kanton Aramits
Der Kanton Aramits war von 1790 bis 2015 ein französischer Wahlkreis im Arrondissement Oloron-Sainte-Marie im Département Pyrénées-Atlantiques in der Region Aquitanien.

## Geschichte
Der Kanton wurde am 4. März 1790 im Zuge der Einrichtung der Départements als Teil des damaligen "Distrikts Oloron" gegründet. Mit der Gründung der Arrondissements am 17. Februar 1800 wurde der Kanton als Teil des damaligen Arrondissements Oloron neu zugeschnitten.
Siehe auch Geschichte Pyrénées-Atlantiques und Geschichte Arrondissement Oloron-Sainte-Marie.

## Geografie
Der Kanton grenzte im Norden und Osten an den Kanton Oloron-Sainte-Marie-Ouest, im Südosten an den Kanton Accous, im Süden an Spanien mit der autonomen Region Aragón und im Westen an die Kantone Tardets-Sorholus und Mauléon-Licharre.

## Gemeinden
Der Kanton bestand aus sechs Gemeinden:
| Gemeinde          | Einwohner Jahr | Fläche km² | Bevölkerungsdichte | Code INSEE | Postleitzahl |
| ----------------- | -------------- | ---------- | ------------------ | ---------- | ------------ |
| Ance              | 230 (2013)     | 10,12      | 23 Einw./km²       | 64020      | 64570        |
| Aramits           | 676 (2013)     | 29,55      | 23 Einw./km²       | 64029      | 64570        |
| Arette            | 1.045 (2013)   | 92,23      | 11 Einw./km²       | 64040      | 64570        |
| Féas              | 412 (2013)     | 13,71      | 30 Einw./km²       | 64225      | 64570        |
| Issor             | 246 (2013)     | 23         | 10 Einw./km²       | 64276      | 64570        |
| Lanne-en-Barétous | 486 (2013)     | 41,48      | 12 Einw./km²       | 64310      | 64570        |